# Liga Mexicana del Pacífico 2024-25
La Temporada 2024-25 de la Liga Mexicana del Pacífico fue la 67.ª edición, dando inicio el 11 de octubre de 2024 con la visita de los Sultanes de Monterrey a los Águilas de Mexicali, mientras que los Yaquis de Ciudad Obregón visitaron a los Naranjeros de Hermosillo. El resto de los juegos inaugurales se realizaron el 11 de octubre.
La primera vuelta terminó el 21 de noviembre y la segunda vuelta finalizó el 30 de diciembre de 2024.

## Sistema de competencia

### Temporada regular
La temporada regular se divide en dos vueltas, para totalizar 68 partidos para cada uno de los 10 equipos. La primera vuelta está integrada de 35 juegos y la segunda de 33 juegos para cada club. Al término de cada vuelta, se asigna a cada equipo una puntuación conforme a la posición que ocuparon en el standing, bajo el siguiente esquema:
- Primera posición: 10 puntos
- Segunda: 9 puntos
- Tercera: 8 puntos
- Cuarta: 7 puntos
- Quinta: 6 puntos
- Sexta: 5,5 puntos
- Séptima: 5 puntos
- Octava: 4,5 puntos
- Novena: 4 puntos
- Décima: 3,5 puntos

Al concluir el rol regular, se realiza un "Standing de Puntos" donde clasificarán los 8 equipos que hayan sumado más puntos considerando las dos mitades. En los casos de empate en puntos, se aplican los siguientes criterios para desempate:
1. Mayor porcentaje de juegos ganados y perdidos entre los equipos empatados.
2. Dominio entre los clubes empatados.

Con el fin de transparentar totalmente el criterio del dominio, se precisa lo siguiente:
a) Que cuando dos equipos queden empatados en juegos ganados y perdidos, la mayor puntuación se otorgará al equipo que le haya ganado más juegos al rival.
b) Cuando tres o más equipos quedasen empatados en el porcentaje de juegos ganados y perdidos, la regla del dominio solo procederá si uno de los equipos empatados tiene dominio sobre la totalidad de los otros equipos.
c) Esta regla no procederá cuando habiendo empatados en juegos ganados y perdidos tres o más equipos el dominio haya sido alterno.
3.º-  Mayor porcentaje de “run-average” general de los equipos involucrados (TCA*100 / TCR).
4.º-  Sorteo.

### Play-off
Se enfrentarán el 1.º vs el 8.º , el 2.º vs el 7.º , el 3.º vs. el 6.º y el 4.º vs. el 5.º Lugares del Standing General de puntos, en una serie de 7 juegos a ganar 4, iniciándose la serie en casa de los ocupantes del 1.º ,  2.º , 3.º y 4.º lugares, bajo el sistema de 2 – 3 – 2 (casa-gira-casa).

### Semifinal
Una vez definidos los 4 equipos que jugarán la semifinal se cancela el sistema de puntuación de las dos vueltas. La series semifinales serán también a ganar 4 de 7 juegos posibles, bajo el sistema de 2-3-2, enfrentándose el 1.º vs el 4.º y el 2.º vs el 3.º lugares del Standing General de ganados y perdidos. Las series se iniciarán en casa del 1.º y 2.º Lugares del Standing General de ganados y perdidos.

### Final
Los dos equipos ganadores de la semifinal se enfrentarán por el Campeonato de la LMP en una serie de 7 juegos a ganar 4, bajo el sistema 2-3-2, iniciándose la serie en casa del mejor clasificado del Standing General de ganados y perdidos.

## Equipos participantes
| Liga Mexicana del Pacífico 2024-25 |           |                     |                           |                          |           |
| Equipo                             | Fundación | Mánager             | Ciudad                    | Estadio                  | Capacidad |
| Águilas de Mexicali                | 1948      | Roberto Vizcarra    | Mexicali, Baja California | Nido de los Águilas      | 17,000    |
| Algodoneros de Guasave             | 1970      | Oscar Robles        | Guasave, Sinaloa          | Kuroda Park              | 8,000     |
| Cañeros de Los Mochis              | 1947      | Félix Fermín        | Los Mochis, Sinaloa       | Chevron Park             | 12,000    |
| Charros de Jalisco                 | 1946      | Benjamín Gil        | Guadalajara, Jalisco      | Charros                  | 16,500    |
| Mayos de Navojoa                   | 1950      | Matías Carrillo     | Navojoa, Sonora           | Manuel Ciclón Echeverría | 11,500    |
| Naranjeros de Hermosillo           | 1945      | Juan Gabriel Castro | Hermosillo, Sonora        | Fernando Valenzuela      | 16,000    |
| Sultanes de Monterrey              | 1939      | Vinicio Castilla    | Monterrey, Nuevo León     | Mobil Super              | 21,906    |
| Tomateros de Culiacán              | 1965      | Alfredo Amézaga     | Culiacán, Sinaloa         | Tomateros                | 21,000    |
| Venados de Mazatlán                | 1945      | Luis Carlos Rivera  | Mazatlán, Sinaloa         | Teodoro Mariscal         | 16,000    |
| Yaquis de Ciudad Obregón           | 1947      | Gerardo Álvarez     | Ciudad Obregón, Sonora    | Yaquis                   | 16,000    |

## Standings
- Actualizado el 31 de diciembre de 2024.[2]

### Primera vuelta
| Equipos                  | JJ | JG | JP | PCT  | JV   | PTS  |
| ------------------------ | -- | -- | -- | ---- | ---- | ---- |
| 'Tomateros de Culiacán   | 35 | 25 | 10 | .714 | -    | 10.0 |
| 'Cañeros de Los Mochis   | 35 | 20 | 15 | .571 | 5.0  | 9.0  |
| Naranjeros de Hermosillo | 35 | 19 | 16 | .543 | 6.0  | 8.0  |
| Algodoneros de Guasave   | 35 | 18 | 17 | .514 | 7.0  | 7.0  |
| Charros de Jalisco       | 35 | 17 | 18 | .486 | 8.0  | 6.0  |
| 'Águilas de Mexicali     | 34 | 16 | 18 | .471 | 8.5  | 5.5  |
| Yaquis de Ciudad Obregón | 34 | 16 | 18 | .471 | 8.5  | 5.0  |
| Mayos de Navojoa         | 35 | 16 | 19 | .459 | 9.0  | 4.5  |
| Venados de Mazatlán      | 35 | 15 | 20 | .429 | 10.0 | 4.0  |
| Sultanes de Monterrey    | 35 | 12 | 23 | .343 | 13.0 | 3.5  |

### Segunda vuelta
Actualizado el 31 de diciembre de 2024.
| Equipos                  | JJ | JG | JP | PCT  | JV   | PTS  |
| ------------------------ | -- | -- | -- | ---- | ---- | ---- |
| Naranjeros de Hermosillo | 33 | 23 | 10 | .697 | -    | 10.0 |
| Charros de Jalisco       | 33 | 20 | 13 | .606 | 3.0  | 9.0  |
| Tomateros de Culiacan    | 33 | 18 | 15 | .545 | 5.0  | 8.0  |
| Águilas de Mexicali      | 33 | 18 | 15 | .545 | 5.0  | 7.0  |
| Cañeros de Los Mochis    | 33 | 17 | 16 | .515 | 6.0  | 6.0  |
| Algodoneros de Guasave   | 33 | 17 | 16 | .515 | 6.0  | 5.5  |
| Yaquis de Ciudad Obregon | 33 | 16 | 17 | .485 | 7.0  | 5.0  |
| Venados de Mazatlan      | 33 | 15 | 18 | .455 | 8.0  | 4.5  |
| Sultanes de Monterrey    | 33 | 12 | 21 | .364 | 11.0 | 4.0  |
| Mayos de Navojoa         | 33 | 9  | 24 | .273 | 14.0 | 3.5  |

### General
Actualizado el 31 de diciembre de 2024.
| Equipos                  | JJ | JG | JP | PCT  | JV   |
| ------------------------ | -- | -- | -- | ---- | ---- |
| 'Tomateros de Culiacán   | 68 | 43 | 25 | .632 | -    |
| Naranjeros de Hermosillo | 68 | 42 | 26 | .618 | 1.0  |
| Charros de Jalisco       | 68 | 37 | 31 | .544 | 6.0  |
| Cañeros de Los Mochis    | 68 | 37 | 31 | .544 | 6.0  |
| Algodoneros de Guasave   | 68 | 35 | 33 | .515 | 8.0  |
| 'Águilas de Mexicali     | 67 | 34 | 33 | .507 | 8.0  |
| Yaquis de Ciudad Obregón | 67 | 32 | 35 | .478 | 10.5 |
| Venados de Mazatlán      | 68 | 30 | 38 | .441 | 13.0 |
| Mayos de Navojoa         | 68 | 25 | 43 | .368 | 18.0 |
| Sultanes de Monterrey    | 68 | 24 | 44 | .353 | 19.0 |

### Puntos
Actualizado el 31 de diciembre de 2024.
| Equipos                  | 1V   | 2V   | TOTAL |
| ------------------------ | ---- | ---- | ----- |
| Tomateros de Culiacán    | 10.0 | 8.0  | 18.0  |
| Naranjeros de Hermosillo | 8.0  | 10,0 | 18.0  |
| Charros de Jalisco       | 6.0  | 9.0  | 15.0  |
| Cañeros de Los Mochis    | 9.0  | 6.0  | 15.0  |
| Algodoneros de Guasave   | 7.0  | 5.5  | 12.5  |
| Águilas de Mexicali      | 5.5  | 7.0  | 12.5  |
| Yaquis de Ciudad Obregón | 5.0  | 5.0  | 10.0  |
| Venados de Mazatlán      | 4.0  | 4.5  | 8.5   |
| Mayos de Navojoa         | 4.5  | 3.5  | 8.0   |
| Sultanes de Monterrey    | 3.5  | 4.0  | 7.5   |

### Playoffs
|  | Primer Play Off | Primer Play Off          | Primer Play Off |                          |   | Semifinales           | Semifinales      | Semifinales      |  |   | Final              | Final            | Final            |  |
|  | 1 - 8 de enero  | 1 - 8 de enero           | 1 - 8 de enero  |                          |   | 11 - 18 de enero      | 11 - 18 de enero | 11 - 18 de enero |  |   | 21 - 28 de enero   | 21 - 28 de enero | 21 - 28 de enero |  |
|  |                 |                          |                 |                          |   |                       |                  |                  |  |   |                    |                  |                  |  |
|  |                 |                          |                 |                          |   |                       |                  |                  |  |   |                    |                  |                  |  |
|  | 6               | Águilas de Mexicali      | 1               |                          |   |                       |                  |                  |  |   |                    |                  |                  |  |
|  | 6               | Águilas de Mexicali      | 1               |                          |   |                       |                  |                  |  |   |                    |                  |                  |  |
|  | 3               | Charros de Jalisco       | 4               |                          |   |                       |                  |                  |  |   |                    |                  |                  |  |
|  | 3               | Charros de Jalisco       | 4               |                          | 3 | Charros de Jalisco    | 4                |                  |  |   |                    |                  |                  |  |
|  |                 |                          |                 |                          | 3 | Charros de Jalisco    | 4                |                  |  |   |                    |                  |                  |  |
|  |                 |                          | 2               | Naranjeros de Hermosillo | 1 |                       |                  |                  |  |   |                    |                  |                  |  |
|  | 7               | Yaquis de Ciudad Obregón | 2               | Naranjeros de Hermosillo | 1 | 2                     |                  |                  |  |   |                    |                  |                  |  |
|  | 7               | Yaquis de Ciudad Obregón |                 |                          |   |                       |                  |                  |  |   |                    |                  |                  |  |
|  | 2               | Naranjeros de Hermosillo | 4               |                          |   |                       |                  |                  |  |   |                    |                  |                  |  |
|  | 2               | Naranjeros de Hermosillo | 4               |                          |   |                       |                  |                  |  | 3 | Charros de Jalisco | 4                |                  |  |
|  |                 |                          |                 |                          |   |                       |                  |                  |  | 3 | Charros de Jalisco | 4                |                  |  |
|  |                 |                          | 1               | Tomateros de Culiacán    | 2 |                       |                  |                  |  |   |                    |                  |                  |  |
|  | 5               | Algodoneros de Guasave   | 1               | Tomateros de Culiacán    | 2 | 3                     |                  |                  |  |   |                    |                  |                  |  |
|  | 5               | Algodoneros de Guasave   |                 |                          |   |                       |                  |                  |  |   |                    |                  |                  |  |
|  | 4               | Cañeros de Los Mochis    | 4               |                          |   |                       |                  |                  |  |   |                    |                  |                  |  |
|  | 4               | Cañeros de Los Mochis    | 4               |                          | 4 | Cañeros de Los Mochis | 2                |                  |  |   |                    |                  |                  |  |
|  |                 |                          |                 |                          | 4 | Cañeros de Los Mochis | 2                |                  |  |   |                    |                  |                  |  |
|  |                 |                          | 1               | Tomateros de Culiacán    | 4 |                       |                  |                  |  |   |                    |                  |                  |  |
|  | 8               | Venados de Mazatlán      | 1               | Tomateros de Culiacán    | 4 | 1                     |                  |                  |  |   |                    |                  |                  |  |
|  | 8               | Venados de Mazatlán      |                 |                          |   |                       |                  |                  |  |   |                    |                  |                  |  |
|  | 1               | Tomateros de Culiacán    | 4               |                          |   |                       |                  |                  |  |   |                    |                  |                  |  |
|  | 1               | Tomateros de Culiacán    | 4               |                          |   |                       |                  |                  |  |   |                    |                  |                  |  |
|  |                 |                          |                 |                          |   |                       |                  |                  |  |   |                    |                  |                  |  |

### Primer Play Off
| Equipos                  | JJ | JG | JP | JV  | PCT  |
| ------------------------ | -- | -- | -- | --- | ---- |
| Tomateros de Culiacán    | 5  | 4  | 1  | -   | .800 |
| Charros de Jalisco       | 5  | 4  | 1  | -   | .800 |
| Naranjeros de Hermosillo | 6  | 4  | 2  | -   | .667 |
| Cañeros de Los Mochis    | 7  | 4  | 3  | -   | .571 |
| Algodoneros de Guasave   | 7  | 3  | 4  | 1.0 | .429 |
| Yaquis de Ciudad Obregón | 6  | 2  | 4  | 2.5 | .333 |
| Águilas de Mexicali      | 5  | 1  | 4  | 3.0 | .200 |
| Venados de Mazatlán      | 5  | 1  | 4  | 3.0 | .200 |

| Avanza a semifinales |

### Semifinales
| Equipos                  | JJ | JG | JP | JV  | PCT  |
| ------------------------ | -- | -- | -- | --- | ---- |
| Charros de Jalisco       | 5  | 4  | 1  | -   | .800 |
| Tomateros de Culiacán    | 6  | 4  | 2  | -   | .667 |
| Cañeros de Los Mochis    | 6  | 2  | 4  | 2.0 | .333 |
| Naranjeros de Hermosillo | 5  | 1  | 4  | 3.0 | .200 |

| Avanza a la Final |

### Final
| Equipos               | JJ | JG | JP | JV  | PCT  |
| --------------------- | -- | -- | -- | --- | ---- |
| Charros de Jalisco    | 6  | 4  | 2  | -   | .667 |
| Tomateros de Culiacán | 6  | 2  | 4  | 2.0 | .333 |

| Campeón |

## Cuadro de honor
| Equipos                  | Posición   |
| ------------------------ | ---------- |
| Charros de Jalisco       | Campeón    |
| Tomateros de Culiacan    | Subcampeón |
| Cañeros de Los Mochis    | 3.º Lugar  |
| Naranjeros de Hermosillo | 4.º Lugar  |
| Algodoneros de Guasave   | 5.º Lugar  |
| Yaquis de Ciudad Obregón | 6.º Lugar  |
| Águilas de Mexicali      | 7.º Lugar  |
| Venados de Mazatlán      | 8.º Lugar  |
| Mayos de Navojoa         | 9.º Lugar  |
| Sultanes de Monterrey    | 10.º Lugar |

## Líderes
A continuación se muestran los lideratos tanto individuales como colectivos de los diferentes departamentos de bateo y de pitcheo

### Bateo
| Categoría               | Individual  | Marca | Colectivo   | Marca |
| ----------------------- | ----------- | ----- | ----------- | ----- |
| Porcentaje              | Por Definir | -     | Por Definir | -     |
| Carreras Producidas     | Por Definir | -     | Por Definir | -     |
| Home Runs               | Por Definir | -     | Por Definir | -     |
| Carreras Anotadas       | Por Definir | -     | Por Definir | -     |
| Hits                    | Por Definir | -     | Por Definir | -     |
| Dobles                  | Por Definir | -     | Por Definir | -     |
| Triples                 | Por Definir | -     | Por Definir | -     |
| Bases Robadas           | Por Definir | -     | Por Definir | -     |
| Slugging                | Por Definir | -     | Por Definir | -     |
| Porcentaje de Embasarse | Por Definir | -     | Por Definir | -     |

## Pitcheo
| Categoría        | Individual  | Marca | Colectivo   | Marca |
| ---------------- | ----------- | ----- | ----------- | ----- |
| Efectividad      | Por Definir | -     | Por Definir | -     |
| Juegos Ganados   | Por Definir | -     | Por Definir | -     |
| Ponches          | Por Definir | -     | Por Definir | -     |
| Juegos Salvados  | Por Definir | -     | Por Definir | -     |
| Juegos Lanzados  | Por Definir | -     |             |       |
| Innings Lanzados | Por Definir | -     | Por Definir | -     |
| Juegos Completos | Por Definir | -     | Por Definir | -     |
| Blanqueadas      | Por Definir | -     | Por Definir | -     |

## Designaciones
| Designación                           | Trofeo             | Ganador     | Equipo      |
| ------------------------------------- | ------------------ | ----------- | ----------- |
| Jugador Más Valioso                   | Héctor Espino      | Por definir | Por definir |
| Pitcher del Año                       | Vicente Romo       | Por definir | Por definir |
| Relevista del Año                     | Isidro Márquez     | Por definir | Por definir |
| Novato del año                        | Baldomero Almada   | Por definir | Por definir |
| Mánager del Año                       | Benjamín Reyes     | Por definir | Por definir |
| Mánager Campeón                       | Francisco Estrada  | Por definir | Por definir |
| Jugador Más Valioso de la Serie Final |                    | Por definir | Por definir |
| Campeón de Bateo                      | Matías Carrillo    | Por definir | Por definir |
| Campeón de Pitcheo                    |                    | Por definir | Por definir |
| Campeón de Cuadrangulares             | Ronnie Camacho     | Por definir | Por definir |
| Ejecutivo del año                     | Horacio López Díaz | Por definir | Por definir |
| Gerente del año                       | Abundio Vargas     | Por definir | Por definir |

## Guantes de Oro
A continuación se muestran a los ganadores de los Guantes de Oro de la temporada.
| Posición | Jugador     | Equipo      |
| C        | Por Definir | Por Definir |
| 1B       | Por Definir | Por Definir |
| 2B       | Por Definir | Por Definir |
| 3B       | Por Definir | Por Definir |
| SS       | Por Definir | Por Definir |
| JI       | Por Definir | Por Definir |
| JC       | Por Definir | Por Definir |
| JD       | Por Definir | Por Definir |
| P        | Por Definir | Por Definir |

## Datos sobresalientes
Esta campaña marcó el final de los Sultanes de Monterrey dentro del circuito invernal, cuya franquicia fue vendida dando a los Jaguares de Nayarit.

## Asistencia de público
Por Definir